# Bob- und Skeleton-Weltmeisterschaften 2017
Die Bob- und Skeleton-Weltmeisterschaften 2017 fanden vom 8. Februar bis zum 26. Februar 2017 auf der Kunsteisbahn Königssee in Deutschland statt. Dabei wurden die Weltmeister im Bobsport und im Skeleton ermittelt. Die Bobsportler führten die 62. Bob-Weltmeisterschaft durch und waren zum fünften Mal zu Gast. Die Skeletonsportler trugen ihre 26. Weltmeisterschaft aus und gastierten zum vierten Mal am bayerischen Königssee.

## Vergabe
Als Austragungsort war ursprünglich das für die Olympischen Winterspiele 2014 erbaute Sliding Center Sanki in Krasnaja Poljana in der Nähe von Sotschi, Russland vorgesehen. Aufgrund der Erkenntnisse des am 9. Dezember 2016 veröffentlichten McLaren-Reports zum systematischen Doping in Russland entzog der Weltverband International Bobsleigh & Skeleton Federation (IBSF) am 13. Dezember dem Land die Austragung beider Veranstaltungen. Sowohl Lettland als auch Südkorea hatten im Vorfeld angekündigt, an einer Weltmeisterschaft in Sotschi nicht teilnehmen zu wollen.
Am 19. Dezember 2016 gab die IBSF bekannt, dass die Titelkämpfe nach Königssee vergeben wurden.

## Zeitplan
Die Läufe fanden über 13 Tage statt. Der folgende Plan zeigt die Trainingsläufe in blau und die Medaillenentscheidungen in gelb.
| Sportart                    | Disziplin                   | 14. Februar | 15. Februar | 16. Februar | 17. Februar | 18. Februar | 19. Februar | 20. Februar | 21. Februar | 22. Februar | 23. Februar | 24. Februar | 25. Februar | 26. Februar |
| --------------------------- | --------------------------- | ----------- | ----------- | ----------- | ----------- | ----------- | ----------- | ----------- | ----------- | ----------- | ----------- | ----------- | ----------- | ----------- |
| Bobsport                    | Zweierbob Frauen            | •           | •           | •           | •           | •           |             |             |             |             |             |             |             |             |
| Bobsport                    | Zweierbob Männer            | •           | •           | •           |             | •           | •           |             |             |             |             |             |             |             |
| Bobsport                    | Viererbob                   |             |             |             |             |             |             |             | •           | •           | •           |             | •           | •           |
| Skeleton                    | Frauen                      |             |             |             |             |             |             |             | •           | •           | •           | •           | •           |             |
| Skeleton                    | Männer                      |             |             |             |             |             |             |             | •           | •           | •           | •           |             | •           |
| Teamwettbewerb Bob-Skeleton | Teamwettbewerb Bob-Skeleton |             |             |             | •           |             | •           |             |             |             |             |             |             |             |

## Teilnehmende Nationen
| - Belgien - Bulgarien - Deutschland - Frankreich - Irland - Italien - Kroatien - Lettland | - Luxemburg - Monaco - Niederlande - Norwegen - Österreich - Polen - Rumänien - Russland | - Schweden - Schweiz - Serbien - Slowenien - Spanien - Tschechien - Ukraine - Vereinigtes Königreich |

| - Amerikanische Jungferninseln - Jamaika | - Kanada - Vereinigte Staaten |

| - Volksrepublik China - Israel | - Japan - Südkorea | - Taiwan |

| - Australien | - Neuseeland |

| - Ghana |

## Medaillenspiegel
| Platz  | Land                   |   |   |   |    |
| ------ | ---------------------- | - | - | - | -- |
| 1      | Deutschland            | 5 | 3 | 2 | 10 |
| 2      | Vereinigte Staaten     | 1 | – | 1 | 2  |
| 3      | Lettland               | 1 | – | – | 1  |
| 4      | Kanada                 | – | 2 | – | 2  |
| 5      | Vereinigtes Königreich | – | – | 1 | 1  |
| 5      | Russland               | – | – | 1 | 1  |
| 5      | Internationales Team   | – | – | 1 | 1  |
| Gesamt | Gesamt                 | 7 | 5 | 6 | 18 |

## Medaillengewinner
| Sportart       | Wettbewerb     | Wettbewerb     | Gold                                                                        | Gold        | Silber                                                                         | Silber      | Bronze                                                                            | Bronze      |
| Sportart       | Wettbewerb     | Wettbewerb     | Sportler                                                                    | Zeit        | Sportler                                                                       | Zeit        | Sportler                                                                          | Zeit        |
| -------------- | -------------- | -------------- | --------------------------------------------------------------------------- | ----------- | ------------------------------------------------------------------------------ | ----------- | --------------------------------------------------------------------------------- | ----------- |
| Bobsport       | Frauen         | Zweierbob      | Vereinigte StaatenElana Meyers Taylor Kehri Jones                           | 3:24,75 min | KanadaKaillie Humphries Melissa Lotholz                                        | 3:24,78 min | Vereinigte StaatenJamie Greubel Poser Aja Evans                                   | 3:24,98 min |
| Bobsport       | Männer         | Zweierbob      | DeutschlandFrancesco Friedrich Thorsten Margis                              | 3:16,71 min | KanadaJustin Kripps Jesse Lumsden                                              | 3:17,91 min | DeutschlandJohannes Lochner Joshua Bluhm                                          | 3:17,96 min |
| Bobsport       | Männer         | Viererbob      | DeutschlandFrancesco Friedrich Candy Bauer Martin Grothkopp Thorsten Margis | 3:14,10 min | –                                                                              | –           | DeutschlandNico Walther Kevin Kuske Kevin Korona Eric Franke                      | 3:14,26 min |
| Bobsport       | Männer         | Viererbob      | DeutschlandJohannes Lochner Matthias Kagerhuber Joshua Bluhm Christian Rasp | 3:14,10 min | –                                                                              | –           | DeutschlandNico Walther Kevin Kuske Kevin Korona Eric Franke                      | 3:14,26 min |
| Skeleton       | Frauen         | Frauen         | Jacqueline Lölling                                                          | 2:35,35 min | Tina Hermann                                                                   | 2:35,60 min | Lizzy Yarnold                                                                     | 2:36,08 min |
| Skeleton       | Männer         | Männer         | Martins Dukurs                                                              | 3:23,48 min | Axel Jungk                                                                     | 3:23,85 min | Nikita Tregubow                                                                   | 3:24,02 min |
| Teamwettbewerb | Teamwettbewerb | Teamwettbewerb | DeutschlandAxel Jungk Jamanka/Bertels Jacqueline Lölling Lochner/Rasp       | 3:21,84 min | DeutschlandChristopher Grotheer Schneider/Buckwitz Tina Hermann Walther/Wobeto | 3:22,44 min | InternationalAlexander Gassner Constantin/Grecu Anna Fernstädt Oelsner/Rademacher | 3:22,69 min |